# 9413 Ейхендорфф
9413 Ейхендорфф (9413 Eichendorff) — астероїд головного поясу, відкритий 21 вересня 1995 року.
Тіссеранів параметр щодо Юпітера — 3,534.